# Excoecaria madagascariensis
Excoecaria madagascariensis är en törelväxtart som först beskrevs av Henri Ernest Baillon, och fick sitt nu gällande namn av Johannes Müller Argoviensis. Excoecaria madagascariensis ingår i släktet Excoecaria och familjen törelväxter. Inga underarter finns listade i Catalogue of Life.